# Raión de Radomyshl
Radomyshl (en ucraniano: Радомишльський район) es un raión o distrito de Ucrania en el óblast de Zhytomyr. 
Comprende una superficie de 1297 km².
La capital es la ciudad de Radomyshl.

## Demografía
Según estimación 2010 contaba con una población total de 39883 habitantes.

## Otros datos
El código KOATUU es 1825000000. El código postal 12200 y el prefijo telefónico +380 4132.